# Dorothy Janis
Dorothy Janis (19 de febrero de 1912- 10 de marzo de 2010) fue una actriz estadounidense. Janis hizo cinco películas: cuatro películas mudas y una sonora.

## Primeros años
Nacida como Dorothy Penelope Jones en Dallas, Texas, inició su carrera en la actuación tras la visita de un familiar, quien estaba trabajando en una película de Fox Film Corporation en 1927. Su belleza atrajo a los medios y se le pidió que hiciera una prueba. 

## Carrera artística
Janis interpretó solo un papel durante principios de la era sonora, la película se llama Lummox (1930), está basada en la novela de Fannie Hurst. La cinta, que estuvo bajo la producción de United Artists, permanece guardada en un nitrato de celulosa en British Film Institute. 
Janis es principalmente conocida por aparecer con Ramón Novarro en la película de MGM The Pagan (1929), en varias publicidades relacionadas con MGM, se la retrataba de nacionalidad cheroqui. La película, dirigida por W. S. Van Dyke, era una película parcialmente sonora, carecía solo de música y efectos de sonido, y en momentos de banda sonora sonaba la canción de "Pagan Love Song".

## Retiro, matrimonio y últimos años
Janis se retiró en 1930 y se casó con el director de orquesta Wayne King en 1932. W. H. Stein, el vicepresidente de la Music Corporation of America, se convirtió en el padrino de King. El matrimonio duró más de 53 años hasta la muerte de King en 1985. La pareja tuvo dos hijos, Wayne Jr. y Penny Pape.
Durante sus últimos años, Janis residió en Paradise Valley, Arizona desde 2004. Murió el 10 de marzo de 2010 a los 98 años. Fue enterrada en el cementerio de la Iglesia Episcopal All Saints en Phoenix, Arizona.

## Filmografía seleccionada
- Camille of the Barbary Coast (1925)
- Kit Carson (Paramount Pictures, 1928)
- Fleetwing (Fox Film Corporation, 1928)
- The Overland Telegraph (Metro-Goldwyn-Mayer. 1929)
- The Pagan (MGM, 1929)
- Lummox (United Artists, 1930)